# Achyranthes splendens
Achyranthes splendens es una especie de planta perteneciente a la familia Amaranthaceae.  Es endémica de Hawái. Su hábitat natural son los bosques secos, matorrales bajos y costas arenosas. Está amenazado por la pérdida de hábitat .

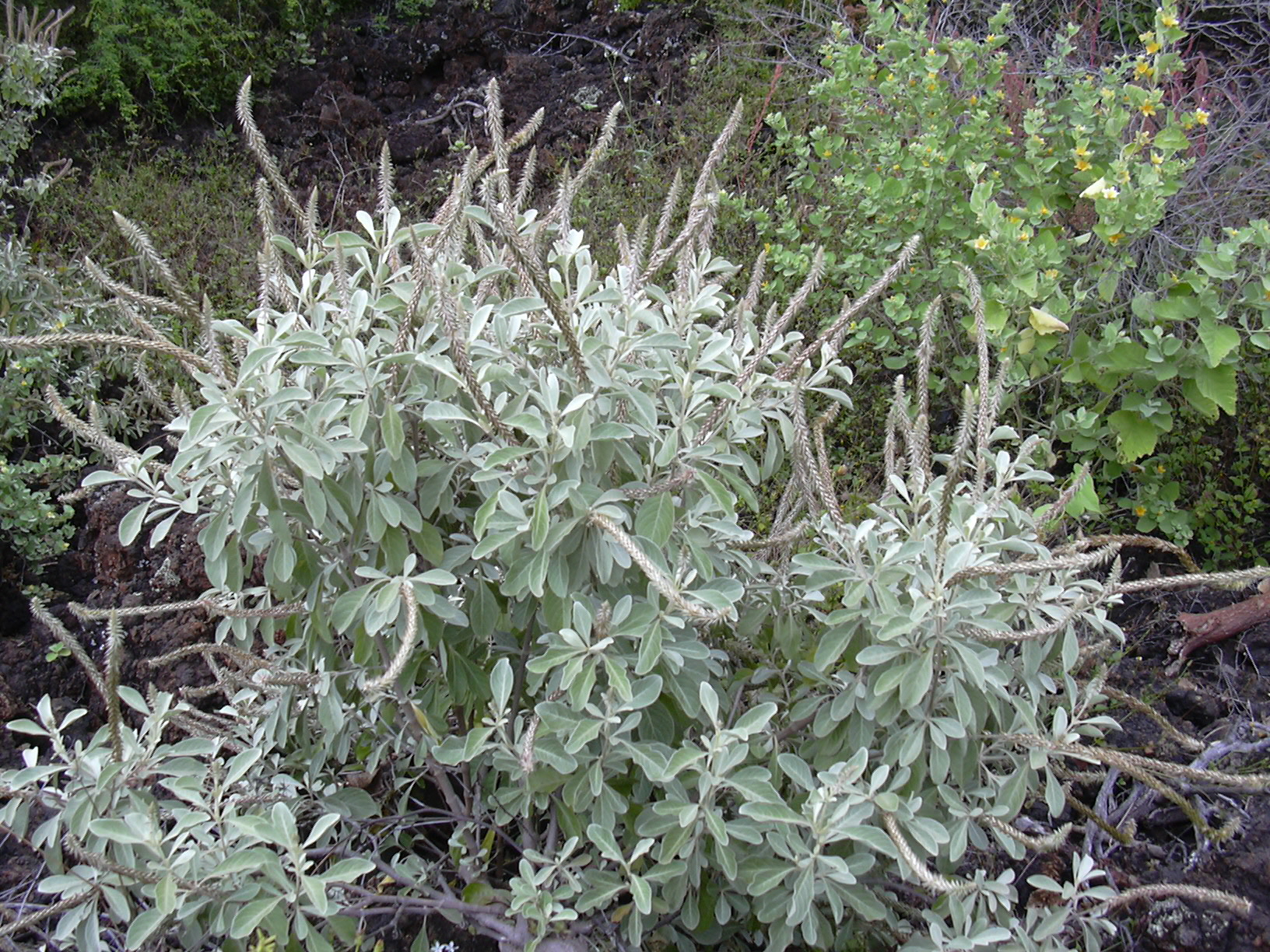
Vista de la planta

## Descripción
Achyranthes splendens es endémica de las islas hawaianas de Oahu, Molokai, Maui, y Lanai. Está probablemente extinta en Molokai y Lanai. Es más común en el oeste de Maui. El número total de subpoblaciones y el tamaño de la población no se conoce. Sin embargo, hay estimaciones de que el total de especies pueden ser menos de 5.000 o 10.000 plantas. A. splendens ,  se compone de dos variedades:  var. splendens y var. rotundata. Algunos autores también incluyen A. atollensis como otra variedad bajo A. splendens. Se trata de una especie extinta que se trata por separado a partir de esto.

## Taxonomía
Achyranthes splendens fue descrita por Mart. ex Moq. y publicado en Prodromus Systematis Naturalis Regni Vegetabilis 13.2.316. 1849
Etimología
Achyranthes: nombre genérico que procede del griego achyron, que significa "paja o cáscara" y anthos, que significa "flor", aludiendo al aspecto del cáliz.
splendens: epíteto latino que significa "espléndido, brillante".
Variedades
- Achyranthes splendens var. atollensis (H.St.John) Govaerts
- Achyranthes splendens var. reflexa Hillebr.

Sinonimia
- Achyranthes glabella A.Gray
- Achyranthes lanaiensis H.St.John
- Achyranthes maneleensis H.St.John
- Achyranthes rotundata (Hillebr.) H.St.John
- Achyranthes splendens var. rotundata Hillebr.
- Centrostachys splendens (Mart.) Standl.[3]